# Předstih zážehu

Typická závislost průběhu efektivního výkonu (Pe) a měrné spotřeby paliva (mpe) na úhlu předstihu zapalování. Při každém režimu motoru existuje optimální nastavení s maximem výkonu a minimem spotřeby

Předstih zážehu nebo předstih zapalování je okamžik, kdy dojde k zažehnutí směsi benzínu a vzduchu před dosažením horní úvrati pístu v zážehovém spalovacím motoru. Hodnota předstihu se udává v milimetrech (vzdálenost pístu před horní úvratí), nebo ve stupních (úhel, o který se musí kliková hřídel pootočit, aby píst dosáhl horní úvrati).
Jde o regulační parametr zážehových motorů. Kladná hodnota znamená, že zapálení nastane ještě před horní úvratí tj. při pohybu pístu nahoru a stlačování směsi ve válci. Předstih zapalování má výrazný vliv na průběh spalování a tím i na výkon a měrnou spotřebu paliva.

## Popis
Hoření směsi ve válci trvá několik milisekund a pro účinnost motoru je důležité, aby proběhlo hned za horní úvratí pístu. Jinak by směs nemusela dohořet ve válci a hořela by ještě ve výfuku, což znamená nejen ztrátu výkonu a snížení účinnosti, ale i nadměrné tepelné namáhání výfuku. Proto se okamžik zážehu posouvá ještě před tuto úvrať. Kdyby se naopak zažehla příliš brzy před úvratí, působil by tlak expanze proti pohybu pístu (tzv. „klepání motoru“) a mohl by motor poškodit. Optimální okamžik zážehu ale závisí také na otáčkách motoru a okamžitém výkonu, proto se kromě pevného či základního nastavení předstih ještě automaticky zvětšuje při vyšších otáčkách motoru a při vyšším výkonu. U elektromechanických systémů zapalování se to děje mechanickým natáčením přerušovače a rozdělovače, u elektronických systémů se optimální předstih (stejně jako množství vstřikovaného paliva) průběžně vypočítává z různých parametrů (otáčky, výkon, teplota atd.)
Požadavek na zapálení s předstihem vyplývá z kinetiky průběhu spalování. Spalování postupuje řetězovou reakcí, s progresivním rozvojem rychlosti reakce. Na začátku spalování, dokud ještě nereagovalo dostatečné množství molekul paliva a vzduchu, se průběh neprojeví nárůstem tlaku ve válci. Tato fáze se nazývá průtah zapálení a jeho trvání je kompenzováno předstihem zapalování.
Rychlost spalování nezávisí na otáčkách motoru. Závisí na nich úhel, o který se za dobu předstihu zapalování otočí klikový hřídel. Proto musí předstih zapalování s narůstajícími otáčkami narůstat.

## Vliv předstihu

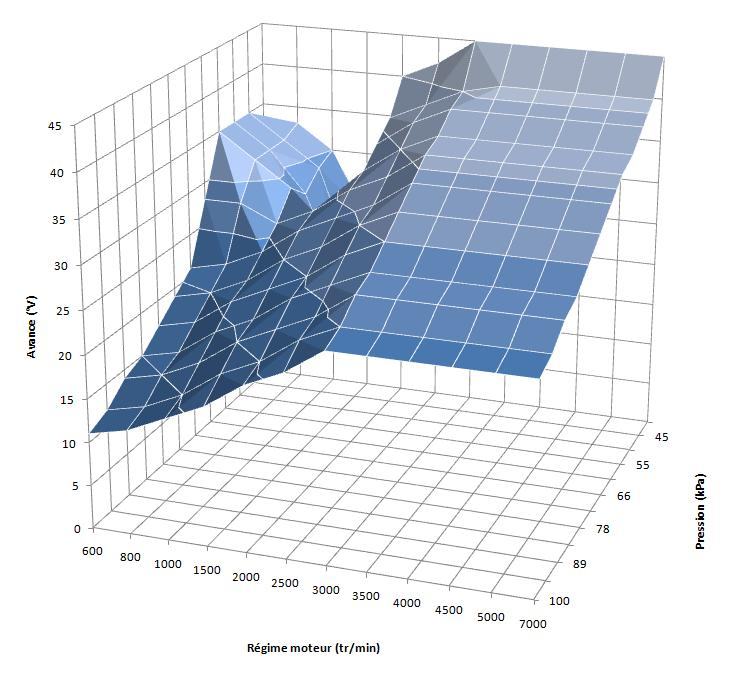
Ukázka mapy řídící jednotky pro nastavení úhlu předstihu (svislá osa) v závislosti na otáčkách a zatížení motoru/tlaku v nasávacím potrubí (vodorovné osy)

Velikost předstihu zapalování při daném průtahu zapálení má výrazný vliv na průběh tlaků a teplot ve válci. Při nízkém předstihu se spalování začne rozvíjet až při pohybu pístu dolů, čímž se dosáhnou nižší tlaky a teploty ve válci. Nárůst tlaku, který vyvolá rozpínání ohřátých spalin, je zmenšován zvětšováním objemu spalovacího prostoru nad pístem. To má za následek menší plochu indikátorového diagramu, menší účinnost spalování, více tepla odvedeného do výfuku, menší výkon a vyšší měrnou spotřebu paliva. Naopak, při vysokém předstihu zapalování může dojít k prudkému rozvoji reakci s vysokým nárůstem tlaků a teplot ještě v době, kdy je spalovací prostor příliš malý. To může mít za následek až detonační spalování, které opět snižuje výkon, zvyšuje měrnou spotřebu, má nepříznivý vliv na životnost motoru a zvyšuje hluk spalování.
Pro každý provozní režim motoru existuje optimální úhel předstihu zapalování. Při tomto nastavení je zároveň nejnižší měrná spotřeba paliva a nejvyšší výkon motoru.